# Janet Jackson
Janet Damita Jo Jackson (Gary, Indiana, 1966. május 16. –) hatszoros Grammy-díjas amerikai popénekesnő, az 1980-as és 1990-es évek egyik legsikeresebb előadója. A Jackson család legfiatalabb gyermekeként Los Angeles mellett, Encinóban nőtt fel, és először hétévesen lépett fel. Kezdetben gyerekszínészként és a The Jackson 5 tagjaként, illetve Michael Jackson húgaként vált ismertté. Első albumát tizenhat évesen jelentette meg az A&M Recordsnál, az áttörést 1986-ban megjelent harmadik, Control című albuma hozta meg. Ezzel az albummal kezdődött évtizedeken átívelő együttműködése Jimmy Jam és Terry Lewis producerekkel. Zenéje, mely az R&B, disco, funk és rap elemeit ötvözi, és gyakran használ fel részleteket korábbi dalokból, több stílus kedvelői körében is népszerűvé tette. Innovatív zenei stílusa, koreográfiája és videóklipjei mellett társadalmi tudatosságú dalszövegeiért is elismerést kapott.
1991-ben írta alá szerződését a Virgin Recordsszal, rekordösszegért; ekkor vált a zeneipar egyik legjobban fizetett művészévé. 1993-ban már ennél a kiadónál jelent meg janet. című albuma, mely szexszimbólummá tette. Ugyanebben az évben kapott először főszerepet egy mozifilmben, a Hazug igazságban, Tupac Shakur oldalán. Az 1990-es évek végére az évtized második legsikeresebb előadója lett. All for You című albuma már az ötödik listavezető stúdióalbuma lett a Billboard 200 amerikai albumslágerlistán. 2007-ben átszerződött az Island Def Jam kiadóhoz, itt jelent meg tizedik stúdióalbuma, a Discipline, 2015-ben pedig saját lemezcéget alapított Rhythm Nation címmel, itt jelent meg legutóbbi, tizenegyedik stúdióalbuma, az Unbreakable.
Világszerte több mint 100 millió lemezt adott el, ezzel minden idők egyik legsikeresebb előadója.
A Amerikai Hanglemezgyártók Szövetsége  (RIAA) az Amerikában legtöbb lemezt eladó női előadók közt a 11. helyre sorolta 26 millió, a RIAA által minősített albummal; a Billboard slágerlistán szereplő 100 legsikeresebb előadót felsoroló listán a 7. helyre került. Nagy befolyással volt a popzene alakulására, számos előadó tartja példaképének. 2019-ben beiktatták a Rock and Roll Hall of Fame-be.

## Élete

### 1966–1985: A kezdetek
Janet Jackson az indianai Garyben született, Katherine Esther Jackson (született Scruse) és Joseph Walter Jackson legkisebb gyermekeként. Kilenc idősebb testvére volt (egyikük születésekor meghalt). Az alsó-középosztálybeli Jackson család Jehova tanúinak vallását követte; Janet, bár ebben a vallásban nevelték, mára eltávolodott az intézményesített vallástól és Istennel való kapcsolatát személyes ügynek tartja. Még kisgyermek volt, mikor a bátyjai, Jackie, Tito, Jermaine, Marlon és Michael már nightclubokban és más szórakozóhelyeken léptek fel The Jackson 5 néven. Az együttes 1969 márciusában lemezszerződést írt alá a Motownnal, és az év végére már fel is vették első listavezető számukat, melyet még három egymás utáni listavezető követett. Sikerük lehetővé tette a családnak, hogy 1971-ben Los Angeles Encino negyedébe költözzenek, ahol egy körbekerített birtokra, Hayvenhurstre esett a választásuk. Bár zenészcsaládban nőtt fel, Janet nem vágyott a szórakoztatóiparban karriert befutni; lovak iránti szeretete inkább arra ösztönözte, hogy zsoké legyen. Apja ennek ellenére zenei karriert tervezett neki. „Senki nem kérdezte, be akarok-e kerülni a szórakoztatóiparba” – jegyezte meg egyszer. „Tőlem ezt elvárták.”
1974-ben, hétévesen lépett fel először színpadon Las Vegasban, a MGM Casinóban testvéreivel együtt. Nyolcéves korától már nem szólíthatta az apját apának, a menedzserének kellett tekintenie és Josephnek szólítania. Janet színészként kezdte pályafutását a CBS The Jacksons című, 1976-ban bemutatott tévésorozatában, melyben Tito, Rebbie, Randy, Michael, Marlon, La Toya és Jackie társaságában lépett fel. 1977-ben Norman Lear producer őt választotta, hogy Penny Gordon Woodsot alakítsa a Good Times című vígjátéksorozatban. 1979–1980-ban Jojo Ashtont játszotta az A New Kind of Familyben, majd 1981–82-ben Charlene Dupreyt a Diff'rent Strokesban. A Fame negyedik évadjában Cleo Hewittet alakította, később megjegyezte, hogy nem szívesen dolgozott ebben a sorozatban.
Bár eleinte vonakodott attól, hogy zenei karriert kezdjen, beleegyezett, hogy szerepeljen pár felvételen a családtagjaival. Első dala, a Love Song for Kids egy duett bátyjával, Randyvel, ez 1978-ban jelent meg Randy egy kislemezén B oldalas dalként. Mikor tizenhat éves lett, apja elrendezett számára egy szerződést az A&M Recordsszal. Első albuma, melynek dalszerzői és producerei Angela Winbush, René Moore és Leon F. Sylvers III Soulénekesek voltak, 1982-ben jelent meg, Janet Jackson címmel, és Joseph teljes felügyeletével. Az album a hatodik helyet érte el a Billboard Hot R&B albumslágerlistáján.
Második albuma, a Dream Street két évvel később jelent meg, és Joseph ezúttal a fiait is felkérte, hogy segítsenek az album létrehozásában. Marlon két dal társszerzője volt, Tito, Jackie és Michael háttérvokáloztak. A Dream Street a 19. helyet érte el az R&B-albumslágerlistán, és kevesebb kelt el belőle, mint az első albumból. Egyetlen slágere, a Don’t Stand Another Chance a 9. helyet érte el a Billboard R&B-slágerlistáján. 1984 végén Janet titokban összeházasodott gyermekkori barátjával, James DeBarge R&B-énekessel. Nem sokkal később tönkrement a kapcsolatuk, a házasságot 1985 közepén érvénytelenítették.

### 1986–1988:Control
A Dream Street megjelenése után Jackson úgy döntött, különválasztja családi életét és karrierjét. Később megjegyezte: „Ki akartam jutni otthonról, nem akartam az apám irányítása alá tartozni. Ez volt az egyik legnehezebb, amit tennem kellett: megmondani neki, hogy nem akarok vele dolgozni.” Az A&M Records vezetője, John McClain felkérte Jimmy Jam és Terry Lewis producereket, hogy dolgozzanak vele. Jackson, Jam és Lewis hat hét alatt létrehozták az énekesnő harmadik albumát, a Controlt. Jacksont ebben az időben fenyegetően zaklatta pár férfi minneapolisi szállodája előtt. „Akkor értettem meg igazán a veszélyt, amikor pár pasas követni kezdett az utcán. Ahelyett, hogy Jimmyhez vagy Terryhez futottam volna, hogy védjen meg, kiálltam magamért és megfutamítottam őket. Így születtek az olyan dalok, mint a Nasty és a What Have You Done for Me Lately, önvédelemből.”
Jam és Lewis, bár szerették volna minden társadalmi rétegben kiépíteni Janet rajongóbázisát, először elsősorban az afroamerikaiakra koncentráltak. „Olyan albumot akartunk létrehozni, ami minden fekete háztartásban megtalálható Amerikában. Minden idők legigazibb fekete albumát akartuk elkészíteni” – mondta Jimmy Jam. Az 1986 februárjában megjelent album listavezető lett a Billboard 200-on. A Newsweek a dalról írt kritikájában megjegyezte, hogy a Control „alternatívát nyújt a szentimentális balladáknak és fényűző hangszerelésnek, ami Patti LaBelle és Whitney Houston zenéjét jellemzi.” Rob Hoerburger, a Rolling Stone munkatársa kijelentette: „A Control jobb album, mint bármi, amit Diana Ross az elmúlt öt évben megjelentetett, és Janetet olyan helyzetbe helyezi, amilyenben a fiatal Donna Summer is került egyszer: nem hajlandó elfogadni, hogy érdekességként tekintenek rá, és megteszi a maga lépéseit, hogy fölülemelkedjen ezen.” Az album öt kislemeze (What Have You Done for Me Lately, Nasty, When I Think of You, Control, Let’s Wait Awhile) az első ötbe kerültek a Billboard Hot 100-on. A When I Think of You Jackson első listavezető dala lett. A The Pleasure Principletop 20 sláger lett, a 14. helyet érte el. A legtöbb videóklip koreográfusa az akkor még ismeretlen Paula Abdul volt. Jonathan Cohen megjegyezte a klipekről a Billboard magazinban, hogy ellenállhatatlanok az MTV számára.
A Control az Egyesült Államokban ötszörös platinalemez lett és világszerte több mint 14 millió példányban kelt el. Rekordnak számító tizenkét díjra jelölték az American Music Awardson, és négyet el is nyert, és Grammy-díjra is jelölték 1987-ben az év albuma kategóriában. Richard J. Ripani Ph.D., a The New Blue Music: Changes in Rhythm & Blues, 1950-1999 (2006) szerzője úgy véli, ez volt az egyik első sikeres album, ami keverte az R&B, rap, funk, diszkó és szintetizátoros zene elemeit, és segítette a new jack swing stílus elterjedését. Ripani szerint a Control sikere hidalta át a távolságot az R&B és a rap között.

### 1989–1992:Janet Jackson's Rhythm Nation 1814
1989 szeptemberében Jackson megjelentette negyedik albumát, Janet Jackson's Rhythm Nation 1814 címmel. Bár az A&M igazgatói szerették volna, ha egy, a Controlhoz hasonló albumot hoz létre, Janet ezúttal társadalmilag tudatos üzenetet szeretett volna átadni dalaival. „Nem vagyok naiv, tudom, hogy egy album vagy dal nem változtatja meg a világot. Csak azt szeretném, ha a zeném, a táncom felkeltené a hallgatóság figyelmét és meg tudná ragadni addig, amíg meghallgatják az üzenetet a dalban.” Jimmy Jam így nyilatkozott a The Boston Globe-nak: „Mindig ment a tévé, többnyire a CNN, és azt hiszem, innen jött a Rhythm Nation, State of the World és The Knowledge dalok társadalmi üzenete.” Vince Aletti a Rolling Stone-tól megjegyezte, hogy Jackson „a személyes szabadság kivívásától a globálisabb problémák, az igazságtalanság, írástudatlanság, bűnözés és kábítószer felé fordul, miközben egy ütemet sem téveszt el.”
Az album listavezető lett a Billboard 200-on, hatszoros platinalemez lett és több mint 14 millió példányban kelt el világszerte. Ez lett az egyetlen olyan album az amerikai slágerlista történetében, amelyről három különböző naptári évben is listavezető dal született a Billboard Hot 100-on: a Miss You Much 1989-ben, az Escapade és a Black Cat 1990-ben, a Love Will Never Do (Without You) pedig 1991-ben; egyben az egyetlen, amelyről hét top 5 kislemez jelent meg. A Rhythm Nation című dal videóklipje 1989-ben Grammy-díjat nyert legjobb hosszú formátumú videóklip kategóriában. A Billboard 1990-ben az év legmagasabb példányszámban elkelt albumának nyilvánította a Rhythm Nation 1814-et, ami számos díjat nyert. Jacksont a Chicago Tribune a pop hercegnőjének nevezte. Bár voltak, akik a sikerét producereinek tulajdonították, Jimmy Jam megjegyezte: „amikor azt hallják, hogy 'de hiszen együttműködött Jimmy Jammel és Terry Lewisszel', akkor emlékezzenek arra, hogy nem voltunk éppen egy Quincy Jones. A Control volt az első sikerünk. Ugyanez igaz Paulára is; Janet nem Fred Astaire-t kérte fel. Mindannyiunkkal kockázatot vállalt.”
A Rhythm Nation 1814 turné, Jackson első világkörüli turnéja a legsikeresebb debütáló turné lett. Mikor turnéja megkezdődött, már többen elismerték kulturális hatását a zene világáa. Joel Selvin, a San Francisco Chronicle munkatársa ezt írta: „ez a 23 éves lány már négy éve hatalmas slágereket gyárt, folyamatosan adják klipjeit az MTV-n, és országszerte példaképe lett a tizenéves lányoknak”, William Allen, a United Negro College Fund akkori alelnöke azt mondta a Los Angeles Timesnak, hogy „Jackson minden fiatal számára megfelelő példakép, és az üzenet, amit a 'Rhythm Nation 1814' dalszövegein át eljuttatott az ország ifjúságához, szintén pozitív hatással van.” Jackson és a United Negro College Fund létrehozta a Rhythm Nation ösztöndíjat, és koncertjei bevételéből más oktatási célokra is adakozott, összesen több mint félmillió dollárt. A Routledge International Encyclopedia of Women: Global Women's Issues and Knowledge (2000) azt írja, hogy ebben az időszakban Jacksont sikere egy szintre emelte több más előadóval, köztük Michael Jacksonnal, Madonnával és Tina Turnerrel.
A Rhythm Nation 1814 megjelenésével Jackson teljesítette négy albumra szóló szerződését az A&M Records-szal. 1991-ben, miután a Virgin Records tulajdonosa, Richard Branson, személyesen felkereste, Jackson több millió dolláros szerződést írt alá a kiadóval (a becslések szerint értéke 32–50 millió dollár lehetett), ezzel a kortárs zene legjobban fizetett női előadója lett. Ugyanebben az évben titokban összeházasodott régi barátjával, a dalszerző, rendező és táncos René Elizondóval. 1992 elején felvett egy duettet Luther Vandrosszal, The Best Things in Life Are Free címmel, a Mo' Money film zenéjéhez.

### 1993–1996:janet.,Poetic JusticeésDesign of a Decade
1993 májusában megjelent Jackson ötödik stúdióalbuma, janet. címmel, és a Billboard 200 első helyén nyitott. Janet megjegyezte, hogy „bizonyos emberek azt hiszik, csak a családom miatt vagyok híres... ezért került az albumra csak a keresztnevem, és ezért nem kértem meg soha a testvéreimet, hogy szerezzenek zenét nekem.” A Billboard magazin újságírója, Larry Flick megjegyezte, hogy Jackson a felhasznált stílusai körét is bővíti, és a janet. albumon „deep house, swing jazz, hiphop, rock és karibi elemek is előfordulnak a rádióbarát jack/funk alapokon.” A Rolling Stone cikke szerint „Minden, amit Amerika fekete királyi családjának hercegnője tesz, az fontos, akár kijelenti, hogy ő irányítja az életét, ahogy a Controlon (1986), akár egy, a társadalmi problémákkal szembeszálló ritmushadsereg parancsnoka (Rhythm Nation 1814, 1989-ből), befolyásos. És amikor szexuális érettségét jelenti be, mint új, Janet. című albumán, az is kulturális jelentőségű pillanat.” A The New Rolling Stone Album Guide (2004) megjegyezte, hogy az album listavezető slágere, a That’s the Way Love Goes és top 10 slágerei, az If, Because of Love, You Want This és Any Time, Any Place mind „felnőttes vágyakról szólnak.”
Robert Johnson a San Antonio Express-Newstól azt írta, az album hangulata az álmodozóan érzékitől az erotikusig tart, és „bár nem tökéletes, elegendő ahhoz, hogy Janetet a pop királynőjévé tegye”. David Browne az Entertainment Weeklytől csak közepes értékelést adott neki, és kijelentette, hogy Janet „susogó hangját gyakran elnyomja a két producer”, és az album „Madonna Erotica albumának club-beat stílusát utánozza”. A janet. album hatszoros platinalemez minősítést kapott a RIAA-tól, világszerte több mint húszmillió példányban kelt el.
1993 júliusában Jackson először szerepelt filmben: a John Singleton rendezte Hazug igazságban (Poetic Justice), amelyben a férfi főszerepet Tupac Shakur alakította. A Rolling Stone dicsérte alakítását, a The Washington Post pedig „hihetően excentrikusnak” nevezte. Több negatív kritikát is kapott, Owen Gleiberman az Entertainment Weekly munkatársa szerint nem rossz színésznő, de nem elég kifejező. Again című dala bekerült a filmbe, és Oscar-díjra jelölték legjobb eredeti filmbetétdal kategóriában. 1993 szeptemberében Janet félmeztelenül jelent meg a Rolling Stone magazin borítóján, mellét csak férje, René Elizondo kezei takarták. A kép annak a képnek a teljes változata, aminek egy része a janet. album borítóján látható, a fotós Patrick Demarchelier. Sonia Murray, a The Vancouver Sun munkatársa megjegyezte, hogy a fénykép az év egyik leghíresebb magazinborítója lett. Jackson kijelentette, hogy a szex mindig is fontos volt az életében, de ebben az időben kezdte nyilvánosan is kifejezni. David Ritz Marvin Gaye-éhoz hasonlította Jackson átalakulását, kijelentette, hogy „ahogy Gaye eljutott a What’s Going Ontól a Let's Get It Onig (...), Janet, minden ízében olyan komolyan, mint Marvin, eljutott a Rhythm Nationtól a janet.-ig, a szexuális felszabadulás kijelentéséig.” Jackson második világkörüli turnéja, a janet. Tour kiváltotta a kritikusok dicséretét. Michael Snyder a San Francisco Chronicle-től azt írta, Jackson előadása „elmossa a határt a stadionnyi közönségnek adott popkoncert és a látványos színpadi előadás közt.”
Ebben az időben bátyját, Michaelt gyermekmolesztálással vádolták. Michael Jackson tagadta a vádakat. Janet támogatta bátyját és tagadta azokat a vádakat is, melyeket nővérük, La Toya Jackson írt könyvében, (La Toya: Growing up in the Jackson Family, 1991) hogy a szüleik kegyetlenül bántak velük őket gyerekkorukban. Lynn Normentnek adott interjújában, melyet az Ebony magazin közölt le, említette, hogy nővérük elidegenedett a családtól, ami akkori férje, Jack Gordon „agymosásának” volt betudható. Norment megírta, hogy a janet. album felvételei közben „LaToya váratlanul megjelent és jelenetet rendezett a minneapolisi stúdióban”, annak ellenére, hogy korábban négy évig telefonon sem állt szóba vele. Janet kritizálta Jermaine nevű bátyját is, amiért 1991-ben Michaelt támadta Word to the Badd című dalában. 1994 decemberében Janet együttműködött Michaellel egy duetten, ami Scream címen jelent meg 1995-ben, Michael HIStory című albumának első kislemezeként. A dalt, melyet a két testvér Jimmy Jammel és Terry Lewisszel együtt írt, válasznak szánták a média részéről őket ért zaklatásra. A dal a Hot 100 kislemezlista ötödik helyén nyitott, ezzel ez lett az első kislemez, ami a top 5-ben nyitott a lista történetében. A Scream futurisztikus videóklipje, melyet 1995 májusában forgattak, hétmillió dollárba került, és bekerült a Guinness Rekordok Könyvébe is, mint legdrágább videóklip. A klip 1995-ben Grammy-díjat nyert legjobb rövid videóklip kategóriában.
1995 októberében megjelent Janet első válogatásalbuma, Design of a Decade 1986/1996 címmel, előző kiadója, az A&M Records gondozásában. Az album a Billboard 200 harmadik helyén nyitott. Első kislemeze, a Runaway a 3. helyre került a Hot 100-on. A Design of a Decade 1986/1996 kétszeres platinalemez lett és négymillió példányban kelt el. 1996 januárjában Jackson megújította szerződését a Virgin Recordsszal, 80 millió dollárért. Ezzel ő lett a legjobban fizetett előadó a kortárs zenében, felülmúlta az addigi 60 milliós rekordot, melyet Michael Jackson és Madonna tartott.

### 1997–1999:The Velvet Rope
Hatodik stúdióalbuma, a The Velvet Rope megjelenését megelőző két évben Jackson depressziótól és szorongástól szenvedett. Michael Saunders, a The Boston Globe munkatársa azt írta, az album betekintés Janetnek a depresszióval folytatott küzdelmébe; jellemzése szerint „kritikus önvizsgálat, egy nő naplója önmaga felfedezéséről”. Jackson azt mondta az album címéről (Bársonykötél): „Mindannyian láttuk a premiereken vagy nightcluboknál a kötelet, ami elválasztja azokat, akik beléphetnek és azokat, akik nem. Bennünk is van egy ilyen bársonykötél, ami megakadályozmásokat abban, hogy megismerjék az érzéseinket. A The Velvet Rope-on megpróbálom feltárni, felfedezni ezeket az érzéseket... Életem során a kötél mindkét oldalán álltam. Néha, különösen gyerekkoromban, gyakran éreztem magam kívül hagyottnak, magányosnak. Időnként úgy éreztem, nem értenek meg.” A The Velvet Rope-on jelenik meg Jackson zenéjáben a szadomazochizmus is. Eric Henderson a Slant magazintól ezt írta: „A The Velvet Rope gazdag, sötét mestermű, ami korbácsok és láncok közt azt mutatja be, nincs csábítóbb, mint az érzelmi meztelenség.” Larry Flick a Billboardtól azt írta: a The Velvet Rope „az év legjobb amerikai albuma és Jackson utolsó öt albuma közül a leginkább erőt adó.”
Az 1997 októberében megjelent album a Billboard 200 albumslágerlista első helyén nyitott. Az augusztusban megjelent első kislemez, a Got 'til It's Gone a 36. helyig jutott a Billboard Hot 100 Airplay slágerlistáján. A dal részletet használt fel Joni Mitchell Big Yellow Taxi című számából és szerepelt benne Q-Tip rapper. A dal videóklipje 1997-ben Grammy-díjat kapott legjobb rövid videóklip kategóriában. A második kislemez az albumról, a Together Again Janet nyolcadik listavezető dala lett a Billboard Hot 100 kislemezlistán, ezzel holtversenybe került Elton Johnnal, Diana Ross-szal és a The Rolling Stonesszal. A dal rekordnak számító 46 hetet töltött a Hot 100-on, és 19 hetet a brit kislemezlistán. Az I Get Lonely a harmadik helyig jutott a Hot 100-on. A The Velvet Rope világszerte több mint tízmillió példányban kelt el, és a RIAA háromszoros platinalemeznek minősítette.
A Together Again az énekesnő AIDS-ben meghalt barátai emlékére készült; a dal bevételeinek egy részét az American Foundation for AIDS Researchnek adományozta. Neil McCormick, a The Daily Telegraph munkatársa megjegyezte, hogy Jackson „a melegek körében is népszerű akar lenni, Diana Rossra emlékeztető dívai előadást nyújt a Together Again AIDS-korszakbeli popdalban, ódát énekel a homoszexualitáshoz a dzsesszes Free Xone-ban, és Rod Stewart Tonight's the Nightjának bizarr leszbikus újraértelmezésében éri el a csúcsot, ha ez itt megfelelő szó.” A Rolling Stone a Free Xone-t az album legjobb dalaként értékelte, leírása szerint „a homofóbiaellenes dal folyton változtatja tempóját és hangulatát, Prince-szerű ritmusból vált át Archie Bell és a the Drells Tighten Up című dalának egy mesterien átvett részletébe.” A The Velvet Rope-ot kitüntette az Országos Fekete Leszbikus és Meleg Fórum, és megkapta a kiemelkedő zenei albumnak járó díjat a 9. GLAAD Media Awards díjkiosztón.
1998-ban Jackson elindult a világ körüli The Velvet Rope turnéra, amellyel bejárta Európát, Észak- és él-Amerikát, Afrikát, Ázsiát és Ausztráliát is. Robert Hilburn, a The Los Angeles Times munkatársa azt írta: „annyi ambíció és Broadway-musicaleket idéző csillogás jellemzi Janet Jackson új, Velvet Rope turnéját, hogy illik hozzá, hogy a programfüzet a műsor 'tervezőjeként és rendezőjeként' tünteti fel a nevét.” A The Velvet Rope: Live in Madison Square Garden című HBO-különkiadás több mint tizenötmillió nézőt vonzott. A kétórás koncertet többen nézték az HBO-ra előfizető háztartásokban, mint a négy másik nagy tévécsatorna bármelyik műsorát. A következő hónapban Jackson különköltözött Elizondótól.
Mikor turnéja 1999-ben befejeződött, Jackson vendégelőadóként több másik énekes dalain is közreműködött: dolgozott Shaggy Luv Me, Luv Me című dalán a How Stella Got Her Groove Back filmzenealbumához, felvette a God’s Stepchild című dalt a Down on the Delta filmzenéjéhez, együttműködött a BLACKstreettel a Girlfriend/Boyfriend és Busta Rhymesszal a What’s It Gonna Be?! című dalokon. Elton Johnnal is énekelt egy duettet, I Know the Truth címen, az Aida musicalváltozatához, a Pepsi reklámjához pedig Ask for More című dalát rögzítette. Az 1999-es World Music Awards díjkiosztón Cherrel együtt megkapta a Legenda díjat „élethosszig tartó közreműködéséért a zeneiparban és kiemelkedő hozzájárulásáért a popzenéhez”. 1999 végén a Billboard magazin az évtized második legsikeresebb előadójának nevezte, a listán csak Mariah Carey előzte meg.

### 2000–2003:Bölcsek kövére IIésAll for You
Jackson 2000 júliusában szerepelt másodszor mozifilmben, a Bölcsek kövére II: A Klump családban, Denise Gaines professzor szerepében, Eddie Murphy oldalán. A film, akárcsak előző filmje, a bemutató hetében a legtöbb pénzt hozó amerikai film lett, az első hétvégén 42,7 millió dollárt hozott. A filmhez felvett dala a Doesn’t Really Matter Janet kilencedik listavezetője lett a Billboard Hot 100-on. Ugyanebben az évben René Elizondo beadta a válókeresetet Jackson ellen. Jeff Gordinier, az Entertainment Weekly munkatársa azt írta, hogy a tizenhárom évből, amíg Jackson és Elizondo ismerték egymást, nyolc évig házasok voltak, és ezt nemcsak a nemzetközi sajtó, hanem Jackson apja előtt is sikerült titokban tartaniuk. Elizondo több millió dollárra beperelte (10 és 25 millió közti összegre); egészen 2003-ig nem jutottak egyezségre.
Jackson 2001 márciusában megkapta az Award of Merit díjat az American Music Awardson „mesterien elkészített, a kritika által dicsért, társadalmilag tudatos, többszörös platinalemez albumaiért”. Ő kapta meg először az mtvICON díjat, mellyel azóta évente elismerik a zene, videóklipek és popkultúra területén nagyot alkotó, az MTV nemzedékre nagy hatást tevő művészeket. Jackson hetedik stúdióalbuma, az All for You 2001 áprilisában jelent meg, és az első helyen nyitott a Billboard 200-on. Az első héten 605 000 példányban kelt el az album, Jackson minden albuma közül a legtöbben. Stephen Thomas Erlewine az AllMusictól kijelentette, hogy Jackson „fényűző és érzéki albumot alkotott, ami lazán terjed végig 70 perces hosszán, és akkor is elcsábít, amikor tudod, hogy nem lenne szabad”, Jon Pareles a The New York Timestól pedig megjegyezte, hogy „miközben más rhythm and blues-albumok leegyszerűsödnek a hiphop szögletességéhez, Ms. Jackson olyan gazdag textúrákban ragyog, ami szédítő, mint egy új szerelem.”
Az album címadó dala, az All for You a 14. helyen nyitott a Billboard Hot 100-on; más kislemeznek, ami még nem jelent meg kereskedelmi forgalomban, ez még nem sikerült. Teri VanHorn az MTV-től a rádió királynőjének nevezte Jacksont, mert a kislemez rádiótörténelmet írt azzal, hogy már az első héten felvette játszási listájára minden pop, rhythmic és urban rádióadó, ami jelent a Radio & Records kereskedelmi magazinnak. A kislemez hét hétig állt a Hot 100 első helyén. A dal 2001-ben Grammy-díjat kapott legjobb dance felvétel kategóriában. A második kislemezre került dal, a Someone to Call My Lover a harmadik helyre került a Hot 100-on. Az All for You album világszerte több mint hétmillió példányban kelt el, és a RIAA kétszeres platinalemeznek minősítette. Az albumról csak három kislemez jelent meg, és pénzügyileg nem volt akkora siker, mint az előzőek, a turné ellenben sikeres volt, annak ellenére, hogy európai turnéját Janet a 2001. szeptember 11-ei események miatt lemondta.
Az All for You turnét a kritikusok Jackson riválisainak turnéihoz hasonlították: a Los Angeles Times munkatársa, David Massey szerint jobb volt, mint Madonna Drowned World turnéja, és megjegyezte, hogy „arcátlanság azt mondani, hogy Janet koncertje olyan, mint Britney Spearsé – inkább Britneyé olyan, mint Janeté!” Rudy Scalese riporter szerint Jackson „egyszer sem tévesztett ütemet; még mindig ő a pop királynője.” Charles Passy a The Palm Beach Posttól azonban azt írta: „Jackson koncertjét megnézni Madonna 'Drowned World'-je után szembesít a popkoncertek korlátaival: Madonna kitolta ezeket a határokat és megalkotta a cirkusz, színház és zene merész keverékét, Jackson azonban a határokon belül maradt” Jackson a bevételek egy részét a Boys & Girls Clubs of America számára ajánlotta fel; a szervezet elnöke, Roxanne Spillett kijelentette: „az, hogy így felhívja ügyünkre a figyelmet, és nagylelkű pénzügyi hozzájárulása segít nekünk abban, hogy még több reményt és lehetőséget kereső fiatalon segítsünk.”
2002-ben Jackson együttműködött Beenie Man reggae-zenésszel Feel It Boy című dalán. Később beismerte, hogy megbánta az együttműködést, miután rájött, hogy Beenie Man dalainak gyakran van homofób szövege. Miután a The Voice egy cikket közölt erről, Janet elnézést kért meleg rajongóitól. Ugyanebben az évben kezdődött Jackson kapcsolata Jermaine Dupri producerrel.

### 2004–2005: Super Bowl XXXVIII félidei show ésDamita Jo
2004 februárjában a Super Bowl XXXVIII félidejében Janet előadta két dala, az All for You és a Rhythm Nation egyvelegét, majd Justin Timberlake-kel együtt is fellépett. Timberlake Rock Your Body című dala végén, amikor azt énekelte, hogy „a dal végéig levetkőztetlek”, letépte Janet felsőjét, és az énekesnő jobb melle kilátszott. A műsor után Jackson elnézést kért, és azt nyilatkozta, Timberlake-nek csak a felsőrészt kellett volna lerántania, a vörös csipke melltartó véletlenül jött le. Timberlake is elnézést kért, balesetnek nevezte a történteket. A Time magazin szerint az eset a TiVo (videó, amin az élőben közvetített műsor is azonnal visszajátszható) történetében legtöbbször visszajátszott jelenet volt, és a Forbes magazin munkatársa, Monte Burke szerint „körülbelül 35 000 új előfizetője lett a TiVónak”.

#### Hatás az internetre
Jackson bekerült a Guinness Rekordok Könyve 2007-es kiadásába mint az internet történetének legkeresettebbje. A CBS ezek után csak akkor volt hajlandó engedni, hogy Jackson és Timberlake megjelenjen a 46. Grammy-díjkiosztó gálán, ha mindketten nyilvánosan elnézést kérnek a tévécsatornától és nem állítják, hogy véletlen volt. Ezt Timberlake meg is tette, de Jackson kitartott amellett, hogy baleset történt. Jermaine Dupri emiatt kilépett a Grammy zsűrijéből. Az eset véget vetett azoknak a terveknek is, hogy Janet játssza a főszerepet a Lena Horne életéről készített tévéfilmben. Bár maga Horne is ragaszkodott hozzá, hogy Jackson lemondja a szerepet, az énekesnő képviselői szerint Janet magától tette meg.
2004 márciusában megjelent Jackson nyolcadik stúdióalbuma, Damita Jo, és a Billboard 200 második helyén nyitott. Az album, aminek címe Janet középső keresztneveiből jön, az énekesnőben élő egyik különböző személyiséget hivatott bemutatni. „Az album a szerelemről szól”, jelentette ki Janet egy interjúban, „Damita Jo az egyik személyiség, aki bennem lakozik.” Az Allmusic munkatársa, Stephen Thomas Erlewine szerint az album „pornográf, semmit nem hagy a képzeletre és végtelenül repetitív”. A Blender munkatársa, Ann Powers szerint „a művészien elrendezett, bocsánatkérés nélkül szókimondó Damita Jo barátságosan és kiegyensúlyozottan érzéki, több mint egy órányi tantrikus áramlat.” Az album a hónap végére platinalemez lett az USA-ban, és világszerte kétmillió példányban kelt el. A három megjelent kislemez közül azonban egyik sem lett top 40 sláger az USA-ban. Keith Caulfield a Billboardtól megjegyezte, hogy „egy ennyire kislemezorientált énekesnek, mint Jackson, akinek pályafutása során huszonhét top 10 slágere volt a Hot 100-on, ebből tíz listavezető, annak ez valószínűleg csalódást jelent.” Jermaine Dupri, aki akkor a Virgin Records urban music részlegének elnöke volt, kijelentette, hogy a kiadó nem támogatta eléggé az albumot.
Jackson 2004. április 10-én a Saturday Night Live műsor házigazdája volt, és parodizálta a Super Bowl-incidenst. A Will és Grace szituációs komédiában saját magát alakította; a sorozat egyik szereplője, Jack McFarland a történet szerint Janet háttértáncosának jelentkezett. 2004 novemberében a 100 Black Men of America szervezet afroamerikai példaképnek nyilvánította, és odaítélte neki a szervezet Artistic Achievement díját „karrierjéért, melynek során sikertől a még nagyobb sikerig ért el”. 2005 júniusában a Human Rights Campaign és az AIDS Project Los Angeles humanitárius díját kapta művészete elismeréséül és amiért segített pénzt szerezni az AIDS ellen küzdő jótékonysági szervezeteknek.

### 2006–2007:20 Y.O. és Why Did I Get Married?
Kilencedik stúdióalbuma, a 20 Y.O. reklámhadjáratának részeként Jackson szerepelt a Us Weekly 2006 júniusi számának borítóján; ez lett a magazin legtöbb példányban elkelt száma (1,4 millió). Maga az album szeptember 26-án jelent meg, és a Billboard 200 második helyén nyitott. Az album címe az eredetileg tervezett 20 Years Old rövidítése; azt jelképezi, hogy ennyi idő telt el Janet első sikeres albuma, a Control megjelenése óta. Jackson kijelentette: „Ezzel az albummal olyan vizekre evezek, ahol egy ideje nem jártam: R&B és dance... Olyan dalokból is felhasznál részleteket, amik 20, 25 éve megihlettek.” Az album azonban stílusban nem igazán hasonlít első sikeres albumaihoz. A Rolling Stone magazin munkatársa, Evan Serpick szerint „Janet Jackson legújabb albumának címe arra a két évtizedre utal, ami eltelt első albuma, a Control megjelenése óta, amin olyan slágerek szerepeltek, mint a 'Nasty' és a 'What Have You Done for Me Lately'. Az ő helyében mi nem tennénk meg ezt az összehasonlítást.”
Glenn Gamboa a Newsdaytől pozitívan értékelte az albumot, és hogy Janet „kihagyja a drámát a szabaddá válás és a bizonyítás körül, és legutóbbi albumai 'kötözz meg, kötözz le' szexiségét is a szekrényben hagyja. Ez az album a táncról szól és a visszatérésről R&B-gyökereihez.” Az első kislemez, a Call on Me, amin duett Nellyvel, a 25. helyig jutott a Hot 100-on. A 20 Y.O. platinalemez minősítést kapott a RIAA-tól. Az ezt követő három kislemez nem aratott sikert, amiért Jackson a promóció hiányát okolta. Jermaine Dupri, az album társproducere emiatt otthagyta állását a kiadónál. Az albummal Jackson teljesítette szerződését a Virgin Records-szal.
2007 januárjában Jacksont a Forbes magazin a hetedik leggazdagabb nőnek nyilvánította a szórakoztatóiparban, vagyona több mint 150 millió USD. Ugyanebben az évben szerepelt harmadik filmjében, Tyler Perryvel együtt; egy Patrica nevű pszichoterapeutát alakított a Why Did I Get Married?-ben. Mint előző két filmje, ez is a legtöbbet hozó film lett az azon a héten bemutatott filmek közül: az első héten 21,4 millió dollár bevételt hozott az első héten. 2008 februárjában Jackson elnyerte a NAACP Image Awardot legjobb női mellékszereplő kategóriában.

### 2008–2009:DisciplineésNumber Ones
2007 júliusában Jackson lemezszerződést írt alá az Island Recordsszal. Tizedik stúdióalbuma, a Discipline 2008 februárjában jelent meg, és az első helyen nyitott a Billboard 200-on. Margeaux Watson az Entertainment Weeklytől megjegyezte: „fiúőrült szövegeiből, melyek gyakran hangzanak úgy, mint egy szerelmes tini érzelgős sms-ei, hiányzik az, ami ahhoz kellene, hogy az egykor ünnepelt popsztár visszakerüljön a kritikusok listái élére.” Andy Kellman az Allmusictól kijelentette: „Janet valószínűleg nem fogja még egyszer elérni a 80-as évekbeli csúcsot, de ez nem ok arra, hogy végleg leírjuk.” Az album egyetlen sikeres dala, a Feedback a 19. helyig jutott a Hot 100-on. 2008 áprilisában Jackson megkapta a Vanguard Awardot a 19. Annual GLAAD Media Awards díjkiosztón a LMBT emberek jogaiért való kiállásáért. A GLAAD elnöke, Neil G. Giuliano megjegyezte: „Ms. Jacksonnak hatalmas rajongótábora van a meleg közösségen belül és kívül is, és az, hogy mellettünk áll a rossz hírnévkeltés ellen, amivel a melegeknek a mai napig szembe kell nézniük országunkban, hihetetlenül sokat jelent.”
Jackson ötödik koncertturnéja, a Rock Witchu turné 2008 szeptemberében kezdődött. Ugyanebben a hónapban közös megegyezéssel megváltak egymástól a lemezkiadóval. Rodney „Darkchild” Jerkins, az album producere kijelentette: „Úgy érzem, nem reklámozták megfelelően... Janet nem kapta meg azt, amit egy ekkora jelentőségű előadónak meg kellett volna.” Az alatt a tizennégy hónap alatt, amit Jackson a kiadónál töltött, 415 000 példányban kelt el az album, és nem kapott minősítést a RIAA-tól. A Billboard cikke szerint a kiadó az énekesnő kérésére beleegyezett a szerződés felbontásába, mert Jackson elégedetlen volt albuma reklámozásával.
2009 júniusában Jackson bátyja, Michael meghalt. Janet a 2009-es BET Awards díjkiosztó gálán beszélt először nyilvánosan testvére haláláról. „Csak azt szeretném mondani, hogy nektek Michael egy bálvány, nekünk azonban családtag. Mindörökké élni fog a szívünkben. Családom és magam nevében is köszönöm a szereteteteket, a támogatásotokat. Annyira hiányzik.” A Harper's Bazaarnak adott exkluzív interjújában elmondta, hogy akkor értesült bátyja haláláról, amikor Atlantában előző filmje folytatását, a Why Did I Get Married Too?-t forgatta. Az, hogy a munkára koncentrált, nagyban segítette gyászában; a testvére halálával foglalkozó híreket pedig elkerülte. „Fontos szembenézni a valósággal. Nem menekülök, de néha muszáj egy másodpercre eltűnni.” Ugyanebben az időben véget ért hét évig tartó kapcsolata Jermaine Duprival. 2009 szeptemberében előadta a Screamet a 2009 MTV Video Music Awards díjkiosztón, bátyja emléke előtti tisztelgésül. Az MTV menedzsere, Stephen Friedman azt nyilatkozta: „Úgy éreztük, Janetnél nincs alkalmasabb arra, hogy elkezdjük a műsort és igazán erőteljes üzenetet küldjünk.” Janet számos híres koreográfussal és saját kreatív rendezőjével, Gil Duldulaóval dolgozott együtt az előadás megtervezésén. A műsort számos kritikus dicsérte, Michael Slezak, az Entertainment Weekly munkatársa szerint „éppolyan energetikus volt, mint szívből jövő”.
Következő dala, a Make Me először ingyenes ajándékként jelent meg a hivatalos weboldalán, később pedig digitális kislemezként is megjelent. A dal felkerült második válogatásalbumára, a The Bestre is (az Egyesült Államokban Number Ones címen jelent meg). A kétlemezes albumon 33 olyan dala szerepelt, ami listavezető volt a világ valamelyik országában, plusz a Make Me mint bónuszdal. Az album 2009 novemberében jelent meg a Universal Music Enterprisesnál és az EMI Musicnál.
Jackson az AIDS-kutatásért létrehozott amfAR alapítvány első jótékonysági rendezvényének elnöke lett. A rendezvényre Milánóban került sor, a divatbemutatók hetén. Az alapítvány elnöke, Kevin Robert Frost megjegyezte, hogy „nagyon hálásak vagyunk Janet Jacksonnak, amiért csatlakozott az amfARhoz első rendezvényén Milánóban... Egyedülálló eleganciát hoz magával és már régóta elkötelezett résztvevője az AIDS elleni küzdelemnek.” Az árverésen eladott egyik tárgy egy pár kristállyal díszített csizma volt, amit Michael Jackson viselt volna 2009-re tervezett This Is It koncertturnéján; a csizma 14 650 dollárért kelt el. A rendezvény során 1,1 millió dollárt sikerült szerezni a szervezet számára. Janet köszönetet mondott mindenkinek a divat világában, aki segített támogatni az AIDS-kutatást.

### 2010–2014: Filmes projektek és True You
2010 áprilisában Jackson megismételte szerepét a Why Did I Get Married?-ben. A film a második helyen nyitott, hatvanmilliós bevétellel. Jackson teljesítményét "pezsdítőnek és furcsán viccesnek" minősítették,, és dicsérték. Teljesítményével a "Kiváló színésznő filmben" díjat kapott. ackson felvette a film témáját, a " Nothing "-t, amelyet promóciós kislemezként adtak ki. [ 199 ] A dalt az American Idol kilencedik évadának fináléjában adták elő az "Again" és a Nasty mellett.
Júliusban Jackson a nercprémet felvonultató Blackglama ruházati vonal modelljeként dolgozott, majd segített megtervezni a Blackglama ruházati és kiegészítőinek jellegzetes vonalát, amelyet a Saks Fifth Avenue és Bloomingdales árusítanak. A Universal Music kiadta az Icon: Number Ones című slágerösszeállítást az Icon válogatássorozat debütálásaként.
2010 novemberében Jackson Joanna szerepét játszotta az A For Colored Girls című drámában, amely Ntozake Shange 1975-ös színdarabjának, a For Colored Girls Who Have Coned Suicide When the Rainbow Is Enuf című drámájának filmadaptációja. Jackson alakítását a filmben Meryl Streephez hasonlították Miranda Priestly szerepében Az ördög Pradát visel című filmben. Előadása Black Reel Awards jelölést kapott a Kiváló női mellékszereplő és a Kiváló együttes kategóriákban.
Jackson bejelentette, hogy megkezdi legnagyobb világkörüli turnéját második slágerkollekciója, a Number Ones támogatására. A Number Ones, Up Close and Personal című turné harmincöt világvárosban tartott koncerteket, amelyeket a rajongók választottak ki, akik javaslatokat tettek a hivatalos honlapján. A turné során Jackson harmincöt első számú slágerét adta elő, és minden városnak szentelt egy-egy dalt. A Mattel kiadott egy limitált kiadású Jackson Barbie-t "Divinely Janet" címmel, amelyet több mint 15 000 dollárért árvereztek el, a bevételt a Project Angel Foodnak ajánlották fel.
Jackson 2011 februárjában adta ki a True You: A Journey to Finding and Loving Yourself című önsegítő könyvet, amelyet David Ritzzel közösen írt. Megörökítette az   önbizalommal vívott küzdelmét, rajongói leveleit. A következő hónapban a The New York Times bestseller listájának élére került. Ezenkívül filmgyártási szerződést írt alá a Lions Gate Entertainment vállalattal, hogy „kiválasszon, kidolgozzon és készítsen egy játékfilmet a független stúdió számára”.
Jackson lett az első női popénekes, aki fellépett a Louvre Múzeum IM Pei üvegpiramisában, és adományokat gyűjtött az ikonikus műalkotások helyreállításához. Jacksont választották a Blackglama divatvonal támogatására második évre, ő az első híresség a vonal történetében, akit erre választottak. Együttműködött a kiadóval, hogy kiadjon egy tizenöt darabból álló luxustermék-kollekciót.
2012-ben Jackson támogatta a Nutrisystemet, szponzorálva súlycsökkentő programjukat, miután korábban súlyingadozásokkal küzdött. A programmal tízmillió dollárt adományozott étkezésre az éhezőknek. Az amfAR kitüntetésben részesítette az AIDS-kutatáshoz való hozzájárulását, amikor a Cinema Against AIDS gálán elnökölt a Cannes-i Filmfesztiválon. Részt vett az UNICEF éhező gyermekek megsegítését célzó közszolgálati bejelentésben is.

### 2015–2019:Unbreakableturnézás, és Rock and Roll Hall of Fame
Jackson 2015. május 16-án bejelentette, hogy új albumot tervez megjelentetni és világ körüli koncertturnéra is indul. Kijelentette, hogy tervei szerint az új albumot 2015 őszén jelenteti meg saját kiadójánál, a Rhythm Nation Recordsnál, terjesztéséről pedig a BMG Rights Management gondoskodik. A Rhythm Nation kiadó alapításával Jackson egyike lett a kevés afroamerikai női előadónak, akinek saját lemezkiadója van. 2015. június 15-én bejelentette az Unbreakable World Tour észak-amerikai szakaszának első koncertdátumait. Június 22-én megjelent az album első kislemeze, No Sleeep címmel; a dal szólóváltozata a 67. helyen nyitott a Billboard Hot 100-on, amelyen ez az énekesnő 40. dala. A dal a megjelenést követően azonnal első helyre került a Billboard + Twitter Trending 140 slágerlistán. A dal albumváltozata, melyben J. Cole is közreműködik, ezután került fel a Hot 100-ra, és a 63. helyet érte el, az Adult R&B Songs listának pedig az első helyére került.
A BET a 2015-ös díjkiosztón Janet Jacksont tüntette ki a frissen alapított Ultimate Icon: Music Dance Visual díjjal; Jackson tiszteletére Ciara, Jason Derulo és Tinashe is táncműsorral lépett fel. Jackson bejelentette, hogy luxus ékszerkollekciót jelentet meg Janet Jackson Unbreakable Diamonds collection néven, a Paul Raps New Yorkkal együttműködésben. Augusztus 20-án megjelentetett egy előzetest egy új dalból, a The Great Foreverből, és megerősítette, hogy a tizenegyedik stúdióalbum címe Unbreakable. Jimmy Jam és Terry Lewis kijelentették, hogy az album koncepcióját az albumot kísérő turnééval együtt alakították ki, és más lesz, mint eddigi albumai, egyben azt is elmondták, hogy az album fő témáját Jacksonnak az elmúlt években szerzett tapasztalatai adják, és arról szól, „hogyan képes sebezhető lenni, ugyanakkor elviselni azt, ami jön”. Az album címadó dala, az Unbreakable szeptember 3-án debütált az Apple Music Beats 1 rádióadóján; az albumot ettől a naptól kezdve lehetett előrendelni az iTunes Store-on. A következő kislemezdal, a Burnitup!, melyben Missy Elliot is közreműködik, először a BBC Radio 1-en volt hallható szeptember 24-én.
Az Unbreakable album 2015. október 2-án jelent meg, és nagyrészt pozitív kritikákat kapott, többek közt a The Wall Street Journaltól, a The New York Timestól, a USA Todaytől, a Los Angeles Timestól, és a The Guardiantől. Az ezt követő héten Jacksont jelölték a Rock and Roll Hall of Fame-be. Az album a Billboard 200 albumslágerlista első helyén nyitott, ezzel Jackson hetedik listavezető albuma lett az Egyesült Államokban.
2016. április 6-án Jackson bejelentette, hogy ő és férje, Wissam Al Mana a családalapítást tervezik, ezért elhalasztja turnéját, bár konkrétan nem erősítette meg, hogy terhes lenne. Egy hónappal később, május 4-én bejelentette, hogy első gyermekét várja. 2017. január 3-án megszületett kisfia, Eissa Al Mana.
2017. május 1-jén Jackson bejelentette, hogy folytatja Unbreakable World Tour-ját, amely ma State of the World Tour néven ismert. A megújult turné 2017. szeptember 7-én indult. A turné, hogy tükrözze Jackson teljes zenei katalógusának társadalmilag tudatos üzeneteit, számos dalt kiválasztottak a koncertszettlistára, valamint a színpadon ábrázolt megfelelő képsorokat: rasszizmus, fehér felsőbbrendűség, xen bruopality, fasizmus.  A turné pozitív kritikai fogadtatásban részesült, több kommentátor dicsérte Jackson terhesség utáni fizikai erőnlétét, showman képességét és társadalmilag tudatos üzeneteit.
Az eredetileg a The Velvet Rope- hoz rögzített, családon belüli erőszakról szóló dal, a "What About" érzelmes alakítása felkeltette a média figyelmét, kiemelve, hogy nemrégiben vált el férjétől; Jackson testvére, Randy azt állítja, hogy Al Mana verbális bántalmazást szenvedett el, ami hozzájárult házasságuk felbomlásához.  A 2017. szeptember 9-i, a texasi houstoni Toyota Centerben tartott koncert bevételét a Harvey hurrikán evakuáltjainak támogatására fordították. Jackson az előadás előtt találkozott Sylvester Turner houstoni polgármesterrel és a kitelepítettekkel a George R. Brown Kongresszusi Központban. 2018 májusában bejelentették, hogy Jackson megkapja a Billboard Icon Award díjat a 2018-as Billboard Music Awardson. A Billboard magazinnak adott interjújában Jackson elárulta, hogy akkor új zenén dolgozott. 2018. augusztus 16-án bejelentették, hogy a Jackson és a Rhythm Nation együttműködésre lépett a Cinq Music Grouppal. Másnap Jackson kiadta a " Made for Now " című kislemezt Daddy Yankee- vel közösen.
2018 októberében megkapta harmadik jelölését a Rock and Roll Hírességek Csarnokába való felvételért. 2018. december 13-án Jacksont a Rock and Roll Hírességek Csarnokának 2019-es osztályának hét jelöltjének egyikeként jelentették be.
2019. február 26-án Jackson négy hónapos Las Vegas-i rezidenciát jelentett be Metamorphosis címmel. Az eredeti program tizennégy előadásból állt a Park Theatre-ben a Park MGM üdülőhelyen; három további bemutatót jelentettek be májusban. 2019 szeptemberében és novemberében Jackson koncertsorozatot adott a Rhythm Nation album 30. évfordulója alkalmából a Welch Treasure Island Resort & Casinoban, San Franciscóban és Hawaii-on. 2019-ben Jackson számos fesztiválon lépett fel az Egyesült Államokban és külföldön, köztük a The Glastonbury Fesztiválon.

### 2020–jelen: Dokumentumfilmek és Together Again Tour
Jacksonnak 2020-ban indulnia kellett volna a Black Diamond World Tour-on. Később ugyanebben az évben a turnét a Covid19-pandémia miatt határozatlan időre elhalasztották. Bejelentette közelgő tizenkettedik stúdióalbumát, a Black Diamondot is, amelynek megjelenését 2020-ra tervezték.
A Janet Jackson for Lifetime és A&E című kétrészes dokumentumfilm premierje 2022. január 28-án, illetve 29-én volt. Jackson egy új dal, a "Luv I Luv" klipjét nézte meg dokumentumfilmje utolsó epizódjának végén. 2022. március 3-án Jacksont a 2022-es New Orleans-i Essence Zenei Fesztivál fellépőjeként jelentették be.
2022. december 12-én Jackson bejelentette, hogy 2023. április 14-től újra turnéra indul a Together Again turnéval, és új zenéket is bejelentett. 2023. március 8-án a Lifetime és az A&E bejelentette, hogy készül a következő dokumentumfilm-sorozat, a Janet Jackson: A család az első. A sorozat követni fogja Jacksont, valamint felkészülését a Together Again turnéjára, valamint ő és testvére, Randy próbálkozásait, hogy újraegyesítsék a családi zenekart.
2024. augusztus 21-én Jackson új Las Vegas-i koncertrezidenciát jelentett be Janet Jackson: Las Vegas címmel, amely 2024. december 30-án kezdődött. 2025. január 14-én hat további fellépést jelentettek be ugyanazon év májusában.

## Zenei és előadásbeli stílusa
Jackson hangja szoprán. Több kritikusa megjegyezte, hogy hangja sosem volt erős, és gyakran a túlhangszerelt zene teszi hangsúlyosabbá. A Rolling Stone magazin szerint „susogó hangja csak halvány visszfénye a Michaelének, de Janet albumain, videóklipjeiben és fellépésein az erőteljes, sportos táncmozdulatok, melyek hasonlítanak a bátyjáéhoz, nem is annyira az ének a lényeg, a hangsúly az erőteljes ritmuson, fülbemászó refréneken és kiváló produkción van.” Jackson hangját időnként dicsérték is, Eric Henderson a Slant magazintól kijelentette, hogy a kritikusoknak, akik elmarasztalják Jacksont vékony hangjáért, „valahogy nem tűnt fel a robbanásszerű 'Gimme a beat!' vokális pirotechnikája, ami a 'Nasty'-ben hallható... vagy hogy reszkető bizonytalansága mennyire illik a 'Let's Wait Awhile' című, önmegtartóztatáshoz zengett ódához.” Louis Andriessen klasszikusszene-szerző is dicsérte Jacksont „rubatójáért, ritmusérzékéért, érzékenységéért és különösen érzéki hangja gyermekiességéért.”
Jacksonra saját bevallása szerint két bátyja, Michael és Jermaine volt a legnagyobb hatással. Elmondta, hogy Tina Turnert is csodálja: „Tina igazi hős, különösen a nők szemében, mert annyira erős. A hatásának nincs kezdete vagy vége az életemben, a zenéje mindig itt volt a számomra, és úgy érzem, mindig itt is lesz.” David Ritz a Rolling Stone-tól Jackson hzenei stílusát a Marvin Gaye-éhoz hasonlította: „Ahogy Marvinnak, neki is a saját élete a zenéje egyetlen forrása. Művészete eltitkolt fájdalmak tárháza fölött lebeg, akár a Marviné.” Az 1980-as évekbeli lemezeire nagy hatással volt Prince, mivel producerei az őáltala pártfogolt The Time együttes tagjai voltak. A Rolling Stone szerint hatással lehetett még a zenéjére a The Ronettes, Dionne Warwick, Tammi Terrell és Diana Ross.

## Műfaj és témák
Jackson zenéje több műfajt is magába ölel: R&B, soul, diszkó, hiphop, rap, pop, rock és dance. Korábbi személyi menedzsere, Qadree EI-Amin szerint Jackson „nagyobb, mint Barbra Streisand, mert Streisand nem tudja megszólítani az utca népét, ahogy Janet, de Streisand gazdag elit hallgatósága imádja Janet Jacksont.” Richard J. Ripani azt írja, hogy amikor Jimmy Jam és Terry Lewis producerek először együttműködtek Jacksonnal, 1986-ban megjelent albumán, a Controlon, „új hangzást hoztak létre, ami keveri a funk és diszkózene ritmuselemeit a szintetizátorral, ütősökkel, hangeffektusokkal és a rap iránti fogékonyságával”. Az 1990-es években Jackson keverte az urban zenei hangzást a hiphoppal. Lágyabb R&B-dalai közé érzéki és érzelmes balladák és gyors ritmusú, táncolható dalok tartoztak.
Jackson dalszövegei az évek során sokat változtak, amivel az afroamerikai tanulmányok, a társadalmi nemmel, illetve a nőknek a rock- és popzenében betöltött szerepével foglalkozó tanulmányok is sokat foglalkoztak. Sikerét nagyrészt erőteljes, fémes ritmusainak, csicsergő, több sávon felvett hangjának és büszkeségen és önismereten alapuló dalszövegeinek tulajdonították. Az 1980-as években írt dalszövegeiből nyilvénvalóak az önmegvalósítási törekvések, a feminista elvek és a politikai ideológia. Janet. című albumán kezdett főként szexuális tartalmú dalokat előadni. Lilly J. Goren megjegyzi 1996-ban megjelent, You've Come a Long Way, Baby: Women, Politics, and Popular Culture című írásában, hogy „Jackson fejlődése a politikailag tudatos zenésztől a szexi díváig azt az irányt mutatja, amibe a társadalom és a zeneipar bátorítja haladni a dance-rock énekesnőket”. Joshua Klein megjegyezte a The Washington Post cikkében, hogy Jackson imázsa pályafutása során „az ártatlantól eljutott a tapasztaltig, és olyan érzéki albumokat ihletett, mint az 1993-ban megjelent 'Janet' és az 1997-es 'The Velvet Rope', melyekből az utóbbin átvitt és szó szerinti értelemben is felfedezte a szerelem és vágy kötelékeit.” Jackson későbbi albumai témaválasztását így magyarázta: „Szeretem a szerelmet és szeretem a szexet.” Janet. című albuma reklámozásakor megjegyezte: „Szeretem érzékinek érezni magam, és nem bánom, ha ezt az egész világ tudja. Számomra a szex ünneplés, a kreativitás örömteli része.” Későbbi albumainak szókimondó tartalma szélsőségesen vegyes reakciókat váltott ki, gyakran hasonlították Madonnához. Stephen Thomas Erlewine szerint „bár vitathatatlan, hogy a szex nagy erőket tud megmozgatni a popzenében, a dalok témájaként nem okvetlenül érdekes. Mint minden más, ez is az előadótól függ.”

### Koreográfia
Jackson a videóklipekben és koncerteken előadott táncmozdulatait a fiatalkorában nézett musicalekből merítette, és nagy hatással volt rá többek közt Fred Astaire és Michael Kidd. Karrierje során számos profi koreográfussal dolgozott: Paula Abdullal, Michael Kidd-del és Tina Landonnal. Landon részt vett Michael és Janet Jackson 1995-ben megjelent közös dala, a Scream videóklipjének koreografálásában is. Janine Coveney, a Billboard munkatársa megjegyezte, hogy „Jackson zenei függetlenségi nyilatkozata [a Control] slágerek sorát indította útnak, felejthetetlen hangzást és tartós imázst, melyet megerősít úttörő koreográfiája és képvilága, melyeket a popénekesek még mindig igyekeznek utánozni.” Qadree EI-Amin szerint Britney Spears és Christina Aguilera is Janet bevált receptje alapján tervezik meg fellépéseiket.
Chris Willman a Los Angeles Timestól megjegyezte, hogy Jackson Rhythm Nation 1814 turnéjának lenyűgöző koreográfiája „a csúcspontja annak, amit el lehet érni ebben a stílusban – a mereven rázkódó és kecsesen hajlékony mozdulatok villámgyors váltogatásával”. A The Independent munkatársa, Nicholas Barber megjegyezte a The Velvet Rope turnéról írt kritikájában, hogy „Janet koncertjei a nyári kasszasiker-filmek popzenei megfelelői robbanásokkal, speciális effektusokkal, érzelmességgel, mély dekoltázzsal és a látvány hangsúlyozásával a koherenciával szemben.” Mikor a Los Angeles Times riportere, Robert Hilburn megkérdezte Jacksont, érti-e, amikor az emberek a The Velvet Rope turnéra Broadway-kifejezéseket használnak, az énekesnő azt felelte: „Megőrülök a Broadwayért, azon nőttem fel.”
Thor Christensen a Dallas Morning Newstől kijelentette, hogy Jackson playbackel a koncertjein. Az énekesnő „elismerte, hogy használ előre felvett hangot, hogy kiegészítse azt, amit élőben énekel, de nem volt hajlandó elárulni, hány százalékban előre felvett a műsora”. Richard Harrington a The Washington Posttól megjegyezte, hogy „az MTV hajnala és a táncorientált előadók, mint a Milli Vanilli, Madonna, Paula Abdul, Janet Jackson, George Michael, M.C. Hammer, Michael Jackson és a New Kids on the Block megjelenése óta a közönség elvárásai nagyban megváltoztak”, és hogy kevés előadólenne képes stúdiófelvétel minőségben énekelni, miközben látványos, koreografált táncmozdulatokat adnak elő. Michael MacCambridge az Austin American-Statesmantól a Rhythm Nation 1814 turnéról írt kritikájában nem minősíti fontosnak a playbackelést, és kijelenti, hogy „Jackson gyakran énekel együtt saját előre felvett hangjával, így a hangzás közel kerül dalai rádióváltozatáéhoz.” MacCambridge azt is megjegyzi, hogy „valószínűtlennek tűnik, hogy bárki, akár a soulzene királyi családjának egy tagja is, képes lenne úgy táncolni 90 percig, ahogy ő, és közben olyan erőteljes hangon énekelni, ahogy a 90-es évekbeli szuperkoncerteken elvárható.” Chris Willman is megjegyezte, hogy „még egy klasszikus zenei képzést kapott énekes is nehezen tudná egyenletesen tartani a hangját, miközben lépcsőkön ugrál fel-alá és nyaktörő sebességgel mozgatja végtagjait tökéletes pontossággal természetellenes pózokba.”

## Öröksége
Janet Jackson egész életében azért küzdött, hogy kitörjön bátyja, Michael és a Jackson család többi tagja árnyékából. Phillip McCarthy, a Sydney Morning Herald újságírója megjegyezte, hogy az egyik feltétel, amit Janet az újságíróknak szabott, az volt, hogy nem ejtenek szót Michaelről. Joshua Klein szerint „karrierje első felében Janet Jackson olyannak tűnt, mint akinek bizonyítania kell. 1982-ben jelent meg, épp akkor, amikor bátyja, Michael a legnagyobb árnyékot vetette rá. Janet nem is annyira dalokkal, mint határozott kijelentésekkel töltötte meg albumait, a The Pleasure Principle-től a radikális hangzású Rhythm Nationön át a céltudatos Controlig.” Steve Huey az Allmusictól kijelentette, hogy „annak ellenére, hogy zenészcsaládba született, Janet Jacksonnak sikerült saját jogán is szupersztárrá válnia, nemcsak más énekesnőknek lett a vetélytársa, köztük Madonnának és Whitney Houstonnak, hanem bátyjának is, miközben imázsát az erős, független fiatal nőéről a szexi, érett felnőttére változtatta.” Klein szerint „nem volt nehéz megjósolni, hogy sztár lesz, de kevesen láthatták előre, hogy Janet – neked Miss Jackson, ha pimasz vagy [idézet a Nasty című számból] – egy nap átveszi Michael helyét a Jackson család igazi örököseként.”
Larry Starr és Christopher Alan Waterman, az American Popular Music: The Rock Years (2006) szerzői szerint amikor az amerikai zeneipar az 1980-as évek közepén kezdett magához térni a diszkókorszak bukásából, Janet Jackson és más többszörös platinalemezes előadók ösztönözték az embereket a hanglemezek, kazetták és CD-k vásárlására. Richard J. Ripani zenekutató szerint Jackson vezető szerepet töltött be a kortárs R&B alakulásában, mert Control és Janet Jackson's Rhythm Nation 1814 című albumai egyedien ötvözték a különböző stílusokat és hangeffektusokat, és elősegítették a rap bekerülését a mainstream R&B-be. Ripani azt is állítja, hogy Jackson híres Nasty című dalának népszerűsége hatással volt a new jack swing stílusra, amit Teddy Riley alkotott meg. Leon McDermott a Sunday Heraldtól ezt írta:
„Az 1980-as években Jackson milliós példányszámban elkelt albumai segítettek feltalálni a kortárs R&B zenét Jimmy Jam és Terry Lewis erőteljes, izmos hangzásvilágával; az érzéki dallamok, amelyek végigszövik az 1986-ban megjelent Controlt és az 1989-es Rhythm Nation 1814-t azok az alapok, amelyekre a mai felkapott producerek és énekesek építkeznek.” Jim Cullen megjegyezte a Popular Culture in American Historyban (2001), hogy bár Michael Jackson Thrillerjének videóklipje volt az, amitől kezdve a videóklipek hatással voltak az albumok eladási adataira, Janet Jackson volt az, akit a zenéjének képi megjelenítése emelt popbálvánnyá. Üzleti érzékét a Madonnáéhoz hasonlították, mert olyan szintű önállóságra tett szert, ami „lehetővé teszi a kreativitás kibontakozását és hozzáfér a pénzügyi forrásokhoz és tömeges terjesztéshez is.” 2008 márciusában a Business Wire azt írta, „Janet Jackson egyike a tíz legtöbb lemezt eladó előadónak a kortárs zene történetében; a Billboard a kilencedik legsikeresebb előadónak nevezi a rock and roll és a második legsikeresebb női előadónak a popzene történetében. Madonnával, az Aerosmithszel, Garth Brooksszal és Eric Claptonnal egyike azoknak, akik a Billboard szerint „újradefiniálták a popzenét”.
Jackson zenei stílusa és koreográfiája számos más előadórahatással volt. Lee Trink a Virgin Recordstól ezt mondta róla: „Janet igazi bálvány napjaink kultúrájában. Egyike azoknak a tehetséges művészeknek, akikre az emberek felnéznek, akit utánoznak, akiben hinni akarnak… nem sok szupersztár állja ki az idő próbáját. Sarah Rodman, a Boston Herald munkatársa megjegyezte: „Minden kezét tördelő, ideges melizmafüggőre, aki Mariah visítását akarja utánozni, jut egy, aki Jackson vidám dallamait és tánclépéseit másolja, köztük Britney, Aaliyah és a Destiny’s Child." Az ’N Syncnek, akik a The Velvet Rope turné előzenekara voltak, Janet mutatta meg, hogy lehet egy fellépés igazi színpadi előadás. Pam Sitt, a The Seattle Times munkatársa azt írta, Britney Spears és Christina Aguilera is hasonlóképpen csodálják Jacksont, aki nagy hatással volt rájuk. Cassie R&B-énekes nagy Janet Jackson-rajongónak nevezte magát, és azt mondta, mindenben szeretné utánozni Janetet. Aaliyah megjegyezte, hogy nagyon csodálja Janetet, akit igazi előadónak tart, és szeretne duettet énekelni vele. Ciara is megemlítette, hogy hatással volt rá Janet, és Beyoncé Knowles is kifejezte csodálatát. „Csak pozitív dolgokat tudok róla mondani.” Jennifer Lopez, aki korábban Janet háttértáncosa volt, kijelentette, hogy Janet videóklipjei nagy hatással voltak rá, nemcsak rajongóként, hanem előadóként is. Más énekesek, akiket Jacksonhoz hasonlítottak: Brandy, Tatyana Ali és Rihanna.

## Diszkográfia
Stúdióalbumok
- Janet Jackson (1982)
- Dream Street (1984)
- Control (1986)
- Rhythm Nation 1814 (1989)
- janet. (1993)
- The Velvet Rope (1997)
- All for You (2001)
- Damita Jo (2004)
- 20 Y.O. (2006)
- Discipline (2008)
- Unbreakable (2015)

## Filmográfia
Televíziós sorozatok
- The Jacksons (1976–1977)
- Good Times (1977–1979)
- A New Kind of Family (1979–1980)
- Diff'rent Strokes (1980–1984)
- Fame (1984–1985)

Filmek
- Hazug igazság (1993)
- Bölcsek kövére 2. – A Klump család (2000)
- Miért nősültem meg? (2007)
- Miért nősültem meg? 2. (2010)